# Olivier Lamboray
 (décembre 2021).
La mise en forme du texte ne suit pas les recommandations de Wikipédia : il faut le « wikifier ».
Les points d'amélioration suivants sont les cas les plus fréquents. Le détail des points à revoir est peut-être précisé sur la page de discussion.
- Les titres sont pré-formatés par le logiciel. Ils ne sont ni en capitales, ni en gras.
- Le texte ne doit pas être écrit en capitales (les noms de famille non plus), ni en gras, ni en italique, ni en « petit »…
- Le gras n'est utilisé que pour surligner le titre de l'article dans l'introduction, une seule fois.
- L'italique est rarement utilisé : mots en langue étrangère, titres d'œuvres, noms de bateaux, etc.
- Les citations ne sont pas en italique mais en corps de texte normal. Elles sont entourées par des guillemets français : « et ».
- Les listes à puces sont à éviter, des paragraphes rédigés étant largement préférés. Les tableaux sont à réserver à la présentation de données structurées (résultats, etc.).
- Les appels de note de bas de page (petits chiffres en exposant, introduits par l'outil «  Source ») sont à placer entre la fin de phrase et le point final[comme ça].
- Les liens internes (vers d'autres articles de Wikipédia) sont à choisir avec parcimonie. Créez des liens vers des articles approfondissant le sujet. Les termes génériques sans rapport avec le sujet sont à éviter, ainsi que les répétitions de liens vers un même terme.
- Les liens externes sont à placer uniquement dans une section « Liens externes », à la fin de l'article. Ces liens sont à choisir avec parcimonie suivant les règles définies. Si un lien sert de source à l'article, son insertion dans le texte est à faire par les notes de bas de page.
- La présentation des références doit suivre les conventions bibliographiques. Il est recommandé d'utiliser les modèles {{Ouvrage}}, {{Chapitre}}, {{Article}}, {{Lien web}} et/ou {{Bibliographie}}. Le mode d'édition visuel peut mettre en forme automatiquement les références.
- Insérer une infobox (cadre d'informations à droite) n'est pas obligatoire pour parachever la mise en page.

Pour une aide détaillée, merci de consulter Aide:Wikification.
Si vous pensez que ces points ont été résolus, vous pouvez retirer ce bandeau et améliorer la mise en forme d'un autre article.
 (décembre 2021).
Olivier Lamboray né à Ixelles le 23 novembre 1968, également connu sous le pseudonyme d'Olamboray, est un peintre belge.
Il vit et travaille en Indonésie depuis 2000, participe à diverses expositions en Belgique et à l'étranger et a remporté différents prix artistiques. Lamboray est un artiste influencé par la peinture surréaliste,.

## Biographie
Lamboray a grandi à Lasne-Chapelle-Saint-Lambert et à Bruxelles. Dès sa jeunesse, il est fasciné par les œuvres surréalistes de peintres belges tels que René Magritte et Paul Delvaux.
Depuis 1992, il se profile comme un peintre à plein temps et il peint quotidiennement. Il a entrepris un long parcours expérimental pour arriver à son propre style inspiré du surréalisme. Le peintre réalise principalement des œuvres à la peinture acrylique,.
Depuis le début des années 2000, ses peintures sont également caractérisées par l'influence du symbolisme et des scènes de grande envergure. Un certain nombre d'éléments reviennent régulièrement dans ses œuvres et forment sa marque de fabrique : une diversité de couleurs bleues, des rails de train, une pleine lune, des nuages, un chien bleu qu'il appelle Laly Blue Superstar, un couple d'amoureux et une valise.
L'architecture, la romance et les animaux ont également souvent un rôle dans ses œuvres,.
En 2016, Lamboray a réalisé des projets de trompe-l'œil sur des bâtiments, dont les peintures murales Blue Dog Barn (2016) et The Space Donkey (2017) en Oregon, aux États-Unis.

## Expositions
Ses œuvres ont été exposées sur les cinq continents : Europe (Autriche, Belgique, France, Italie, Monaco, Pays-Bas, Royaume-Uni), Amérique du Nord (États-Unis), Asie (Thaïlande, Indonésie), Afrique (Guinée) et Océanie (Australie).
En 2012, Lamboray a exposé à la galerie Radeski à Liège. La même année, il est l'invité d'honneur de la 6e Foire d'art contemporain de Montauban en France.
En novembre 2014, il a exposé plusieurs œuvres au musée L'Hôpital Soave à Codogno, au sud de Milan.
Le 2 avril 2016, il était l'invité d'honneur du Festival des arts de Merville,. Cette même année, Lamboray a réalisé un mini-tour à travers Bali avec des expositions à Ubud, au festival des Arts de Denpasar et au festival de Jazz du village d'Ubud.
Son travail est représenté par plusieurs galeries d'art contemporain, dont la galerie 713 à Knokke, les galeries bruxelloises Brenart International Gallery et Little Van Gogh, la Saatchi Gallery à Londres, Touch of Art en Pologne et la Mahlstedt Gallery à New Rochelle, New York aux États-Unis. Dans les foires d'art internationales, le peintre est représenté par la Fédération ArtMagna. Il coopère également avec la société autrichienne de conseil en art Velvenoir. Il est également affilié à l'association culturelle internationale ARS Movimento Culturale.
- 2005 : Oneiric Thoughts, Rotunda Gallery, Neilson Hays Library, Bangkok, Thaïlande
- 2010 : Heroines Galerie, Bruxelles
- 2011 : exposition collective Il Ritorno del Nucleare, galerie La Pigna, Rome, Italie
- 2011 : Exposition ArtMagna, Bruxelles, Belgique
- 2012 : Créativité du monde entier, exposition de groupe, salle Jan-Garemijn, Bruges, Belgique
- 2012 : exposition d'art ouverte, galerie d'art Light Space and Time, exposition d'art ouverte, reconnaissance spéciale pour l'œuvre L'Âne en Gare[14]
- 2013 : Le Surréalisme belge pour les chiens de Bali, Bali, Indonésie
- 2013-2014 : Expo Artoulous, France
- 2013 : galerie 713, Knokke, Belgique
- 2013 : exposition d'art sur les paysages marins, exposition d'art ouverte, galerie d'art Light Space and Time, reconnaissance spéciale pour l'œuvre Summer
- 2013 : La Lumière dans l'art à la Royal Opera Arcade Gallery, Londres, Royaume-Uni
- 2013 : exposition organisée par la galerie d'art Antarès, Moulin de Moissac, France
- 2013 : Salon de Valence d'Agen, à Valence (Tarn-et-Garonne)
- 2013 : galerie Thuillier, Paris, France
- 2013 : Les 111 des Arts Toulouse, Hôtel-Dieu, Toulouse, France
- 2013 : 12e édition du Salon international des arts et lettre de France, Toulouse Business School, Haute-Garonne, France
- 2014 : musée L'Hôpital Soave à Codogno, Milan
- 2017 : Cycles de rêves, Monaco
- 2019 : The Other Art Fair, The Cutaway in Barangaroo, Sydney, Australie
- 2019 : vernissage public, auditorium Rainier-III, Monaco
- 2020 : We Are Artists, huitième édition, Uccle, Belgique
- 2021 : Solo Exhibition, Brussels Belgium, 3-10 décembre 2021
- 2022 : Biennial Art Exhibition Personal Structures. Time, Space and Existence, European Cultural Center, Venise, Italie, du 23 avril au 27 novembre 2022.
- 2022 : Amsterdam International Art Fair, août 2022.

## Concours artistiques
Depuis 2011, Lamboray participe à des concours artistiques régionaux et internationaux, notamment en France, et a remporté plusieurs prix.
Le 13 mars 2013, il a participé au concours et à l'exposition Artoulouse en France où il a remporté la deuxième place dans la catégorie « Peinture figurative », bonne pour une palme d'or. Cette même année, il a remporté le premier prix en France lors de la 12e édition du Salon international des arts et lettres de France en Haute-Garonne.
En novembre 2016, le peintre a remporté le prix de la créativité lors du 50e Salon d'automne de peinture, un concours et une exposition d'art à Muret, en France.
En février 2017, Lamboray a remporté le premier prix du jury au 9e Salon de peinture RankArt en France. La même année, il a également remporté le prix du public au concours d'art français Artempo Exibition.
En octobre 2017, il a remporté le prix Focus avec la peinture Cycles de rêves au GemlucArt 2017, concours international d'art contemporain à Monaco.

## Récompenses
- 2011 : lauréat du New Master Artist 2011 au concours mondial d'art
- 2012 : lauréat du concours Kunzfetti, Association des arts de la Meuse et du Rhin, Pays-Bas
- 2012 : invité d'honneur de la 6e foire d'art contemporain de Montauban, France
- 2013 : palme d'or à Artoulouse pour la catégorie Peinture figurative, Toulouse, France
- 2013 : prix Cotation Drouot, 12e Salon international des arts plastiques et littéraires, Toulouse, France
- 2013 : lauréat du concours Temps et Mécanique, Upside art, concours d'art mondial, Dijon, France
- 2013 : lauréat du New Master Artist 2013, concours mondial d'art
- 2014 : Concours international d'art contemporain GemlucArt, 6e édition, auditorium Rainier-III, Monaco.
- 2014 : lauréat du concours Five Degrees, World Art Competition
- 2014 : palme d'or à Artoulouse pour la catégorie peinture figurative, Toulouse, France
- 2014 : Invité d'honneur au 111 des Arts 2014, Toulouse, France
- 2016 : prix de la créativité au 50e Salon d'automne de peinture de Muret-France, novembre 2016
- 2016 : prix galerie Thuillier reçu lors de l'exposition Arts et Lettres de France, novembre 2016
- 2017 : GemlucArt 2017, concours international d'art contemporain, prix Focus pour l'œuvre Cycles de rêves
- 2017 : 1er prix du jury au 9e Salon de peinture RankArt, France, février 2017
- 2017 : prix du public, Artempo Exibition-France, février 2017
- 2018 : grand prix, Gemlucart Exhibition, Monaco, octobre 2018